# خيسوس تشونغ
خيسوس تشونغ (بالإسبانية: Jesús Chong)‏ مواليد 7 يناير 1965 في ولاية دورانغو، المكسيك، هو ملاكم محترف مكسيكي معتزل كان يصنف ضمن فئة وزن الريشة. حقق بطولة منظمة الملاكمة العالمية.

## إحصائيات
خاض خلال مسيرته 48 نزالا، فاز في 32 ولم يتعادل وخسر في 16. فاز بالضربة القاضية في 28 نزالا.

## روابط خارجية
- خيسوس تشونغ على موقع بوكس ريك (الإنجليزية) (registration required)